# Marco de Canaveses
Marco de Canaveses ('maɾku dɨ kɐnɐ'vezɨʃ) è un comune portoghese di 51 253 abitanti situato nel distretto di Porto, diventato comune nel 1852 ed è la città natale di Carmen Miranda.

## Storia
Il toponimo principale “Marco de Canaveses” è composto da due elementi, il secondo dei quali è sicuramente un'allusione alla coltura della canapa, un tempo abbondante in questa regione. Il primo elemento del toponimo, “Marco” deriverebbe da un segno di pietra, che divide le parrocchie di Fornos, S. Nicolau e Tuías. Un'altra spiegazione del toponimo deriva da una leggenda. Si narra che la regina D. Mafalda sarebbe passata attraverso i lavori del ponte che aveva costruito e, piena di sete, chiese acqua ai muratori. Poiché l'accesso al fiume era molto difficile, uno di loro offrì alla regina un bastone da bere direttamente dal fiume. La regina, restituendolo, disse: "Tienilo perché il bastone a volte è buono".
L'insediamento del territorio a cui corrisponde l'attuale comune di Marco de Canaveses risale ad epoche molto antiche, essendo stati rinvenuti importanti resti del periodo neolitico, in particolare alcuni monumenti funerari. Dall'epoca dell'occupazione romana sono giunti fino ai nostri giorni i resti di Tongobriga, insediamento romano che conserva ancora le terme, il foro, abitati e una necropoli.

## Geografia
La città di Marco Canaveses è fortemente influenzata dalla sua topografia, con principalmente aree ad altitudini comprese tra 200 e 600 metri, raggiungendo i livelli più alti nelle montagne Aboboreira e Montedeiras. Il punto più alto del distretto si trova ad un'altitudine di 962 metri, nella montagna Aboboreira, che è condivisa dai comuni di Marco de Canaveses, Amarante e Baião. Nella montagna di Montedeiras si raggiunge un picco di 640 metri. A nord si trova il Monte Marão, nel comune di Amarante. La regione è anche attraversata da due dei più importanti fiumi portoghesi, il Douro e il Tâmega. Il Douro, che arriva dalla regione di "Trás-os-Montes" (interno nord del Portogallo), corso da est a ovest, limita il distretto a sud, separandola dai comuni di Cinfães e Castelo de Paiva. Il Tâmega, corso da nord a sud, limita a ovest gran parte del distretto, separandola dal comune di Penafiel. Un altro fiume che scorre lungo la provincia è il fiume Ovelha, proveniente dal comune di Amarante. La città di Marco de Canaveses si trova a 56 km da Porto, a 18 km da Amarante, a 19 km da Penafiel, a 18 km da Baião e a 30 km da Cinfães.

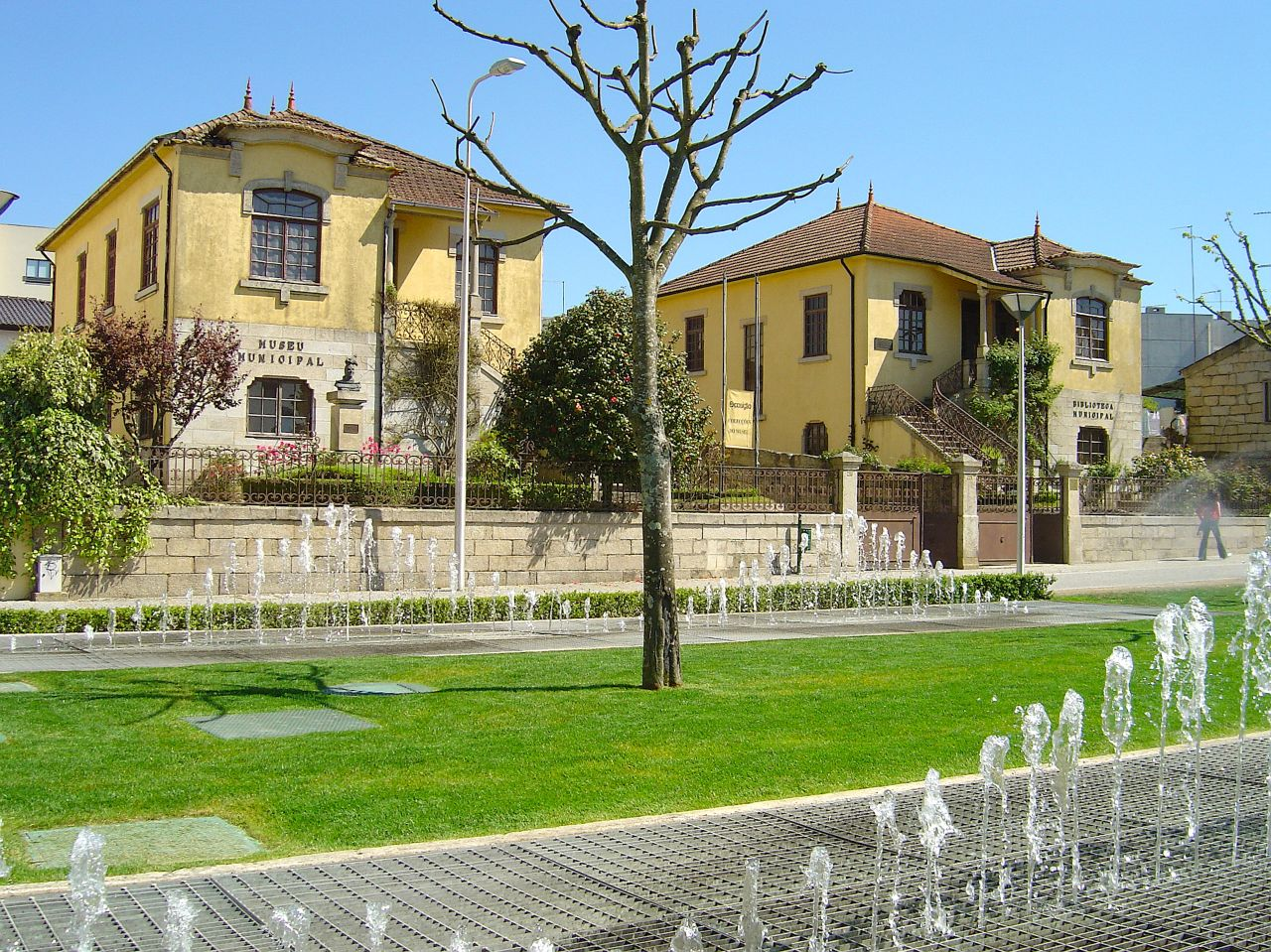
Museo municipal

## Società

### Evoluzione demografica
| Popolazione di Marco de Canaveses (1864 – 2021) | Popolazione di Marco de Canaveses (1864 – 2021) | Popolazione di Marco de Canaveses (1864 – 2021) | Popolazione di Marco de Canaveses (1864 – 2021) | Popolazione di Marco de Canaveses (1864 – 2021) | Popolazione di Marco de Canaveses (1864 – 2021) | Popolazione di Marco de Canaveses (1864 – 2021) | Popolazione di Marco de Canaveses (1864 – 2021) | Popolazione di Marco de Canaveses (1864 – 2021) |
| ----------------------------------------------- | ----------------------------------------------- | ----------------------------------------------- | ----------------------------------------------- | ----------------------------------------------- | ----------------------------------------------- | ----------------------------------------------- | ----------------------------------------------- | ----------------------------------------------- |
| 1864                                            | 1900                                            | 1930                                            | 1960                                            | 1981                                            | 1991                                            | 2001                                            | 2004                                            | 2021                                            |
| 23820                                           | 28188                                           | 32354                                           | 39270                                           | 46131                                           | 48133                                           | 52419                                           | 53961                                           | 51253                                           |

## Suddivisioni amministrative
Dal 2013 il concelho (o município, nel senso di circoscrizione territoriale-amministrativa) di Marco de Canaveses è suddiviso in 16 freguesias principali (letteralmente, parrocchie).

### Freguesias
1. Toutosa: Toutosa, Santo Isidoro
2. Várzea: Várzea da Ovelha e Aliviada, Folhada
3. Tuias: São Nicolau, Tuias, Fornos, Rio de Galinhas, Freixo
4. Vila Boa de Quires: Vila Boa de Quires, Maureles
5. Avessadas: Avessadas, Rosém
6. Paredes de Viadores: Manhuncelos, Paredes de Viadores
7. Penha Longa: Penha Longa, Paços de Gaiolo
8. Sande: Sande, São Lourenço do Douro
9. Ariz: Favões, Ariz, Magrelos
10. Alpendurada (o Alpendorada): Alpendurada e Matos, Torrão, Várzea do Douro
11. Banho e Carvalhosa
12. Constance
13. Soalhães
14. Sobretâmega
15. Tabuado
16. Vila Boa do Bispo[4]